# Fernando Quevedo (ciclista)
Fernando Quevedo (Madrid, 17 de dezembro de 1964) é um ex-ciclista espanhol, que era profissional entre 1987 à 1993. Ele terminou em último lugar no Tour de France 1992.